# Ginneken en Bavel
Ginneken en Bavel (ook wel Ginneken c.a.) is een voormalige gemeente in de provincie Noord-Brabant.
De gemeente lag ten zuiden van de stad Breda. Tot de gemeente behoorden de volgende plaatsen; Bavel, Galder, Ginneken, Strijbeek en Ulvenhout. Nadat de gemeente Breda reeds in 1927 een deel van de gemeente annexeerde, volgde op 1 januari 1942 het dorp Ginneken. Op die datum werd het restant van de gemeente omgedoopt in Nieuw-Ginneken.

## Geboren
- Antonius Wilhelmus 'Rat' Verlegh (1896-1960), voetballer, voetbalbestuurder en bondscoach
- Hubertus Josephus Maria Mol (1906-1988), burgemeester
- Jan Smeekens (1920-1980), gewichtheffer
- Irma Schuhmacher (1925-2014), zwemster
- Thom Bezembinder (1931-2012), hoogleraar en psycholoog
- Thom van Dijck (1929-2021), hockeyer
- Max de Bok (1933-2016), journalist
- Eric Albada Jelgersma (1939-2018), ondernemer
- Frans Kuijpers (1941-2024), schaker
- Ton Wentink (1941), bedrijfskundige en hoogleraar